# Brukvotvaré
Brukvotvaré (Brassicales) je poměrně široký řád začleněny podle taxonomického systému APG III mezi vyšší dvouděložné rostliny do kladu Rosids. Obsahuje 17 čeledí, 398 rodů a 4765 druhů, tj. asi 2,2 % ze všech druhů vyšších dvouděložných. Řád je rozšířen celosvětově, některé jeho čeledě jsou velmi významné (např. brukvovité), jiné zas mají jen minimální počet druhů vyskytujících se jen místně (např. Emblingiaceae, Setchellanthaceae). V České republice jsou původní jen čeledě brukvovité a rýtovité.

## Popis
Téměř všechny rostliny řádu produkují glykosidy, konkrétně glukosinoláty, které se štěpí enzymem myrosinasou při poruše rostlinného pletiva a vydávají typickou štiplavou vůni. Obsahují isothiokyanáty (nazývané také hořčičné oleje) které mají výrazné organoleptické vlastnosti jako zápach a ostrou chuť; některé isothiokyanáty mají i prokazatelné antikarcinogenní účinky, např. sulforafan. Předpokládá se, že tyto látky rostliny původně vynalezly jako ochranu proti býložravcům. Vývojem ale mnoho housenek motýlů z čeledě běláskovitých si vyvinulo na obranu detoxikační mechanizmus a listy rostlin spásají.
Opadavé nebo stále zelené rostliny tohoto řádu mají tvar bylin, keřů i stromů. Jejich listy jsou nejčastěji střídavé, jednoduché, málokdy složené, většinou jsou sice bez palistů ale někdy mají i palisty trnité. Velká rozmanitost a odlišnost zařazených čeledí se projevuje hlavně stavbou květů a typem plodů.
Rostliny jsou to jsou nejčastěji dvoudomé, někdy však jednodomé nebo mnohomanželné. Květy jsou často uspořádány do hroznovitých květenství a jsou zpravidla pravidelné s rozlišenými květními obaly. Čtyři (výjimečně pět) opadavých kališních lístků je uspořádáno ve dvou kruzích. Čtyři (výjimečně pět) oválných korunních lístků vyrůstá v jednom kruhu proti sobě do kříže. Ve květu je 6 nebo mnoho tyčinek nacházejících se pod svrchním semeníkem. Při nejčastější variantě, při 6 tyčinkách, jsou ve vnitřním kruhu 4 delší a ve vnějším 2 kratší. Gyneceum je parakarpické. Převážně dvoupouzdrý semeník, s jediným nebo více vajíčky, se skládá zpravidla ze dvou plodolistů (někdy až z pěti) a bývá rozdělen nepravou, blanitou přepážkou; placentace je nástěnná. Čnělka je nejčastěji jedna (někdy až pět). Nektar produkují žlázky v květním lůžku.
Často dochází k samoopylení, kdy prašníky delších tyčinek se otevřou a pyl se vysypává na bliznu. U některých rodů jsou květy protogynické, u nich dozrává blizna v květu dříve než prašníky a tím se zvyšuje pravděpodobnost opylení cizím pylem nebo se tyčinky se zralým pylem stáčejí stranou a pyl nevypadává na bliznu. Plodem bývá často šešule, šešulka nebo struk, mají dvě od spodu se otvírající chlopně. Někdy je plodem jednosemenná nažka nebo bobule s mnoha semeny. Typickými znaky pro potřebu určení druhu je typ plodu, tvar nektarových žlázek a poloha kořínku v semeni.

## Taxonomie
V některých starších systémech, např. v Cronquistově, se tento řád nazýval Capparales a patřily do něj čeledě brukvovité, kaparovité, moringovité, rýtovité a Tovariaceae. S nástupem moderního kladistického způsobu třídění (systém APG III) se dočkal samotný řád se přejmenování, byla změněna kmenová čeleď. Dále byly z čeledě kaparovitých vyděleny 4 rody a ty vytvořily samostatné čeledě: luštěnicovité, Koeberliniaceae, Pentadiplandraceae a Setchellanthaceae, jeden rod byl také oddělen z čeledě mýdelníkovitých a vznikla čeleď Emblingiaceae. Do řádu byly dále přesunuty čeledě Bataceae a Gyrostemonaceae ze zrušeného řádu Batales, čeleď papájovité ze zrušeného řádu Violales, čeleď Akaniaceae z řádu Sapindales, čeleď salvadorovité z řádu jesencotvarých a čeledě lichořeřišnicovité a voďankovcovité z řádu Geraniales. V případě některých čeledí ještě probíhají další studie, které mohu taxonomii řádu pozměnit.
V samotném řádu není příbuznost jednotlivých čeledí stejná, vzájemné fylogenetické vztahy jsou znázorněný zde:
```
   ◄────┬──┬──┬──┬──┬──┬──┬──┬──┬─── 
brukvovité
 Bromhead
        │  │  │  │  │  │  │  │  └─── 
luštěnicovité
 (Pax) Airy Shaw
        │  │  │  │  │  │  │  └────── 
kaparovité
 Jussieu
        │  │  │  │  │  │  ├───────── 
Tovariaceae
 Pax
        │  │  │  │  │  │  ├─────┬─── 
rýtovité
 (S. F. Gray) Berchtold et J. Presl
        │  │  │  │  │  │  │     └─── 
Gyrostemonaceae
 Endl.
        │  │  │  │  │  │  └───────── 
Pentadiplandraceae
 Hutch. et Dalziel
        │  │  │  │  │  └──────────── 
Emblingiaceae
 (Pax) Airy Shaw
        │  │  │  │  └───────────┬─── 
Koeberliniaceae
 Engl.
        │  │  │  │              ├─── 
Bataceae
 Perleb
        │  │  │  │              └─── 
salvadorovité
 Lindl.
        │  │  │  └────────────────── 
voďankovcovité
 R. Br.
        │  │  └───────────────────── 
Setchellanthaceae
 Iltis
        │  └────────────────────┬─── 
moringovité
 Martynov
        │                       └─── 
papájovité
 Dum.
        └───────────────────────┬─── 
Akaniaceae
 Stapf
                                └─── 
lichořeřišnicovité
 (DC.) Berchtold et J. Presl
```

## Význam
Ekonomický význam jednotlivých čeledi řádu je rozdílný. Jednoznačně nejrozšířenější a nejvíce využívané jsou rostliny z čeledě brukvovitých. Na pomyslnou druhou příčku patří, co se přínosu týká, rostliny z čeledí papájovitých, kaparovitých, moringovitých a lichořeřišnicovitých. U zbytku čeledí je ekonomický přínos z rostlin malý až nicotný.

## Přehled čeledí
- brukvovité (Brassicaceae)
- kaparovité (Capparaceae)
- lichořeřišnicovité (Tropaeolaceae)
- luštěnicovité (Cleomaceae)
- mokřadkovité (Limnanthaceae)
- moringovité (Moringaceae)
- papájovité (Caricaceae)
- rýtovité (Resedaceae)
- salvadorovité (Salvadoraceae)
- Akaniaceae
- Bataceae
- Emblingiaceae
- Gyrostemonaceae
- Koeberliniaceae
- Pentadiplandraceae
- Setchellanthaceae
- Tovariaceae[6]